# GP Laguna Poreč
De GP Laguna is een voormalige eendaagse wielerwedstrijd in de Kroatische regio Istrië die voor het eerst werd georganiseerd in 2015. De koers maakte deel uit van de UCI Europe Tour, in de categorie 1.2.
De eerste editie werd gewonnen door de Oostenrijker Michael Gogl, voor de Italianen Seid Lizde en Simone Petilli.

## Lijst van winnaars

### Overwinningen per land
| Overwinningen | Land       |
| ------------- | ---------- |
| 3             | Italië     |
| 1             | Oostenrijk |

2015 ·
2016 ·
2017 ·
2018